# Datel
Datel est une entreprise britannique d'électronique fondée au début des années 1980, leader mondial en développement et en fabrication de produits d'amélioration et de modification pour systèmes de jeu vidéo. Le plus connu de ses produits est le système de triche Action Replay dont la première déclinaison date de 1983.
Ce système, existant sur de multiples plateformes telles que la Nintendo GameCube, la PlayStation Portable, la Nintendo DS, etc., permet d'entrer des codes de tricherie dans les jeux vidéo. Datel fabrique également des périphériques traditionnels utilisant les dernières technologies, dont des contrôleurs et cartes mémoires à grande capacité. Par exemple, la GCN Nintendo GameCube massive memory permet de stocker jusqu'à 128 mégaoctets, soit 32 fois plus que la carte mémoire standard de Nintendo.